# Paradoxo de Skolem
Na lógica matemática e na filosofia, O paradoxo de Skolem é uma aparente contradição que surge a partir do Teorema Löwenheim–Skolem. Thoralf Skolem (1922) foi o primeiro a discutir os aspectos aparentemente contraditórios do teorema, e descobrir a relatividade das noções dos conjuntos teóricos hoje conhecida como não-absoluto. Embora não seja uma real antinomia como o paradoxo de Russell, o resultado normalmente é chamado de paradoxo, e foi descrito como "um estado paradoxal das coisas" por Skolem (1922: p., 295).
O paradoxo de Skolem diz que cada axiomatização contável da teoria dos conjuntos na lógica de primeira ordem, se é consistente, tem um modelo que é contável. Isso parece contraditório porque é possível provar, a partir desses mesmos axiomas, uma frase que diz intuitivamente (ou que diz precisamente o modelo padrão da teoria) que existem conjuntos que não são contáveis. Assim, a aparente contradição é que um modelo que é a própria contabilidade, e que, portanto, contém apenas conjuntos contáveis, satisfaz a primeira frase para que intuitivamente afirma "há incontáveis conjuntos".
Uma explicação matemática do paradoxo, mostrando que não é uma contradição na matemática, foi apresentada por Skolem (1922). O trabalho de Skolem foi recebido por Ernst Zermelo, que argumentou contra as limitações da lógica de primeira ordem, mas o resultado rapidamente veio a ser aceito pela comunidade matemática.
As implicações filosóficas do paradoxo de Skolem foram bastante estudadas. Uma linha de pesquisa questiona se é correto afirmar que qualquer sentença da lógica de primeira ordem de fato afirma "há incontáveis conjuntos". Essa linha de pensamento pode ser estendida para questionar se qualquer conjunto é incontável em um sentido absoluto. Mais recentemente, o artigo "Models and Reality" de Hilary Putnam e as respostar a ele, levou a um renovado interesse nos aspectos filosóficos dos resultados de Skolem.

## História
Um dos primeiros resultados na teoria dos conjuntos, publicado por Georg Cantor em 1874, foi a existência de incontáveis conjuntos, tais como o conjunto das partes dos números naturais, o conjunto dos números reais e do conjunto de Cantor. Um infinito conjunto X é contável se existe uma função que dê uma correspondência um-para-um entre X e os números naturais, e é incontável se não há tal função correspondente. Quando Zermelo propôs seus axiomas para a teoria dos conjuntos em 1908, ele provou o Teorema de Cantor a partir deles para demonstrar sua força.
Löwenheim (1915) e Skolem (1920, 1923) provaram o Teorema de Löwenheim–Skolem. A forma desse teorema mostra que se uma axiomatização contável de primeira ordem é satisfeita por qualquer estrutura infinita, então os mesmos axiomas são satisfeitos por algumas estruturas contáveis. Em particular, isso implica que se as versões de primeira ordem dos axiomas de Zermelo da teoria dos conjuntos são satisfatórios, então eles serão satisfatórios em algum modelo contável. O mesmo é verdade para qualquer axiomatização consistente de primeira ordem da teoria dos conjuntos.

## O resultado paradoxal e suas implicações matemáticas
Skolem (1922) apontou a aparente contradição entre o teorema de Löwenheim-Skolem, o que implica que não existe um modelo contável dos axiomas de Zermelo e do teorema de Cantor, por outro lado, que afirma que os conjuntos incontáveis existe e que é dedutível a partir dos axiomas de Zermelo."Até onde eu sei", Skolem escreve: "ninguém tem chamado a atenção para este estado peculiar e aparentemente paradoxal das coisas. Em virtude dos axiomas podemos provar a existência de cardinalidades maiores... como ele pode ser, então, que a totalidade do domínio B um modelo de contável dos axiomas de Zermelo já pode ser enumerado por meio dos números inteiros positivos finitos?" (Skolem 1922, p. 295, tradução de Bauer-Mengelberg)
Mais especificamente, seja B um modelo contável dos axiomas de Zermelo. Depois, há algum conjunto u em B tal que B satisfaz a fórmula de primeira ordem dizendo que u é incontável. Por exemplo, u poderia ser tomado como o conjunto dos números reais em B. Agora, porque B é contável, existem apenas contáveis elementos c tal que c ∈ u de acordo com B, porque há apenas vários contáveis elementos c em B para começar. Assim, temos que u deve ser contável. Este é o paradoxo de Skolem.
Skolem passou a explicar por que não havia contradição. No contexto de um modelo específico de teoria dos conjuntos, o termo "conjunto" não se refere a um conjunto arbitrário, mas apenas a um conjunto que é realmente incluída no modelo. A definição de contabilidade exige uma certa uma-para-uma correspondência, que em si é um conjunto, tem de existir. Assim, é possível reconhecer que um determinado conjunto de u é contável, mas não contável num determinado modelo da teoria dos conjuntos, porque não há um conjunto no modelo que dê uma correspondência um-para-um entre u e os números naturais naquele modelo.
Skolem usou o termo "parente" para descrever esse estado das coisas, onde o mesmo conjunto está incluído em dois modelos da teoria dos conjuntos, é contável em um modelo, e não é contável em outro modelo. Ele descreveu isso como o "mais importante" resultado em seu artigo. Teóricos contemporâneos dos conjuntos descrevem conceitos que não dependem da escolha de um modelo transitivo como absoluto. Do ponto de vista deles, o paradoxo de Skolem simplesmente mostra que a contabilidade não é uma propriedade absoluta na lógica de primeira ordem.  (Kunen 1980 p. 141; Enderton 2001 p. 152; Burgess 1977 p. 406).
Skolem descreveu seu trabalho como uma crítica (de primeira ordem) da teoria dos conjuntos, destinados a ilustrar a sua fraqueza como um sistema fundamental:
"Eu acreditava que era tão claro que a axiomatização em termos de conjuntos não era um fundamento da matemática satisfatório que os matemáticos não iriam, na maioria das vezes, estar muito preocupado com isso. Mas nos últimos tempos tenho visto, para minha surpresa, que tantos matemáticos pensam que esses axiomas da teoria dos conjuntos fornecem a base ideal para a matemática e por isso pareceu-me que tinha chegado o momento para uma crítica." (Ebbinghaus and van Dalen, 2000, p. 147)

## Recepção da comunidade matemática
Um objetivo principal da pesquisa inicial para a teoria dos conjuntos era encontrar uma axiomatização de primeira ordem para a teoria dos conjuntos, o que foi categórico, que significa que os axiomas teriam exatamente um modelo, composto por todos os conjuntos. O resultado de Skolem mostrou isso não é possível, criando dúvidas sobre o uso da teoria dos conjuntos como um fundamento da matemática. Demorou algum tempo para a teoria da lógica de primeira ordem ser desenvolvida o suficiente para os matemáticos entenderem a causa do resultado de Skolem. Nenhuma resolução do paradoxo foi amplamente aceita durante a década de 20. Fraenkel (1928) ainda descreveu o resultado como uma antinomia:
"Nem os livros foram fechados ainda na antinomia, nem acordo sobre o seu significado e sua possível solução foi ainda alcançado." (van Dalen and Ebbinghaus, 2000, p. 147).
Em 1925, von Neumann apresentou uma nova axiomatização da teoria dos conjuntos, que tornou-se a teoria dos conjuntos NBG. Muito consciente do artigo de Skolem de 1922, von Neumann investigou modelos contábeis dos seus axiomas em detalhes. Em suas considerações finais, Von Neumann comenta que não há axmiomatização categórica da teoria dos conjuntos ou qualquer outra teoria com um modelo infinito. Falando sobre o impacto do paradoxo de Skolem, ele escreveu:
"No momento não podemos fazer mais do que observar que temos mais um motivo aqui para entreter reservas sobre a teoria dos conjuntos e que, por enquanto, nenhuma maneira de reabilitar esta teoria é conhecida." (Ebbinghaus and van Dalen, 2000, p. 148)
Zermelo em primeiro lugar considerou o paradoxo de Skolem uma aventura (van Dalen and Ebbinghaus, 2000, p. 148 ff.), e falou contra ele a partir de 1929. O resultado de Skolem aplica-se apenas ao que hoje é chamado de lógica de primeira ordem, mas Zermelo argumentou contra a matemática finitária que fundamentam a lógica de primeira ordem (Kanamori 2004, p. 519 ff.). Zermelo argumentou que seus axiomas deveriam ser estudados na lógica de segunda ordem, um cenário em que o resultado de Skolem não se aplica. Zermelo publicou uma axiomatização de segunda ordem em 1930 e provou vários resultados categóricos nesse contexto. O trabalho aprofundamento de Zermelo sobre os fundamentos da teoria dos conjuntos após o artigo de Skolem levou à sua descoberta da hierarquia cumulativa e da formalização da lógica infinitária (van Dalen and Ebbinghaus, 2000, nota 11).
Fraenkel et al. (1973, pp 303-304) explica por que o resultado de Skolem foi tão surpreendente para definir os teóricos na década de 1920. O Teorema da completude de Gödel e o teorema de compacidade não foram provadas até 1929. Estes teoremas iluminaram o caminho que a lógica de primeira ordem se comporta e estabeleceu a sua natureza finitária, embora a prova original de Gödel do teorema da completude ter sido complicada. A prova alternativa de Leon Henkin do teorema da completude, que agora é uma técnica padrão para a construção de modelos contábeis de uma teoria de primeira ordem consistente, não foi apresentada até 1947. Assim, em 1922, as propriedades particulares da lógica de primeira ordem que permitem o paradoxo de Skolem percorrer ainda não foram compreendidos. Sabe-se agora que o paradoxo de Skolem é exclusivo para a lógica de primeira ordem. Se a teoria dos conjuntos é formalizada utilizando a lógica de ordem superior com semântica completa, então ele não tem nenhum modelo contável.

## Opinião da comunidade matemática atual
Matemáticos da lógica atuais não veem o paradoxo de Skolem como qualquer tipo de falha fatal na teoria dos conjuntos. Kleene (1967, p. 324) descreve o resultado como "não é um paradoxo no sentido de absoluta contradição, mas sim uma espécie de anomalia". Depois de examinar o argumento de Skolem que o resultado não é contraditório, Kleene conclui que "não há nenhuma noção absoluta de contabilidade". Hunter (1971, p. 208) descreve a contradição como "nem sequer um paradoxo". Fraenkel et al. (1973, p. 304) explica que os matemáticos contemporâneos não são mais incomodados com a falta de categorias de teorias de primeira ordem do que eles são incomodados pela conclusão do teorema da incompletude de Gödel que nenhum conjunto de axiomas de primeira ordem consistente, eficaz e suficientemente forte é completo.
Os Modelos contáveis de ZF tornaram-se ferramentas comuns no estudo da teoria dos conjuntos. Forçamento, por exemplo, é muitas vezes explicado em termos de modelos contáveis. O fato de que esses modelos contáveis de ZF ainda satisfazer o teorema de que há conjuntos incontáveis não é considerada uma patologia; van Heijenoort (1967) descreve-o como "uma nova e inesperada característica de sistemas formais." (van Heijenoort 1967, p. 290)
Apesar dos matemáticos já não considerarem o resultado de Skolem paradoxal, o resultado é muitas vezes discutido pelos filósofos. No cenário da filosofia, uma resolução meramente matemática do paradoxo pode ser menos do que satisfatório.